# Boris the Blade
Boris the Blade ist eine australische Deathcore- und Technical-Death-Metal-Band aus Melbourne, die 2010 gegründet wurde.

## Geschichte
Das Quartett fand sich im Jahr 2010 zusammen, woraufhin 2011 die von Roman Koester, einem Gitarristen bei The Red Shore, produzierte EP Tides of Damnation über RTD Records erschien. Auf der EP sind Chris „CJ“ McMahon von Thy Art Is Murder und Kyson Shepherd von Signal the Firing Squad als Gastsänger zu hören. Kurze Zeit später trat Koester der Gruppe bei, da sich The Red Shore aufgelöst hatte. Nach der Veröffentlichung unterzeichnete die Gruppe einen Vertrag bei Siege of Amida Records. Vor Ende des Jahres 2011 hatte die Band eine Tournee mit Parkway Drive abgehalten und Auftritte mit All Shall Perish gespielt. 2012 ging es weiter auf Tour, darüber hinaus fand ein Auftritt in Hobart auf dem Bastardfest statt, ehe es im November mit Make Them Suffer auf eine nationale Tournee ging. Ende 2013 verließ Koester die Gruppe und wurde durch Cameron Eyre ersetzt. Nachdem 2014 das Album The Human Hive veröffentlicht worden war, wurde Daniel Hickey durch den Schlagzeuger Karl Stellar ersetzt. Gegen Ende des Jahres folgte eine Tour mit Martyr Defiled. Im Mai 2015 spielte die Band zusammen mit Sepultura, Destruction, Arsis und Micawber in Sacramento. Das nächste Album schloss sich 2017 unter dem Namen Warpath an. In ihrer Karriere ist die Gruppe auch unter anderem zusammen mit Obey the Brave und Bleeding Through aufgetreten.

## Stil
Laut Brian Giffin in seiner Encyclopedia of Australian Heavy Metal spielt die Band modernen Technical Death Metal. Justin Croteau von metalinjection.net ordnete die Band in seiner Rezension zu The Human Hive dem Deathcore zu. Neben den genretypischen Elementen wie Breakdowns versuche die Gruppe, durch das Einarbeiten von klassischem Death Metal herauszustechen. Dies werde besonders durch die Blastbeats des Schlagzeugs, aber auch im Zusammenspiel mit den vertrackten Riffs und Soli der E-Gitarren sowie Sharps Gesang, deutlich. Das Album sei für Fans von Suicide Silence, Whitechapel und The Crimson Armada geeignet. Vincent Grundke vom Metal Hammer fasste die Musik von Warpath auch als Deathcore zusammen, der frisch, intelligent und detailverliebt klinge. In den Songs verarbeite Boris the Blade Death-Metal-Riffs im Stil von Carnifex, „flatterhafte“ Breakdowns und „fiebrig flirrenden Disharmonien“ und spiele dabei auf technisch hohem Niveau. Die Band sei auf dem Album so facettenreich wie die aktuellen Fit for an Autopsy. Auch seien schnelles Picking wie bei Suicide Silence gelegentlich vorhanden. In den Songs arbeite die Gruppe auch Elemente aus dem Post-Hardcore und Black Metal ein und es gebe Spoken-Word-Passagen, wie es Korn vormache.

## Diskografie
- 2011: Tides of Damnation (EP, RTD Records)
- 2013: Malevolent (Single, Eigenveröffentlichung)
- 2014: The Human Hive (Album, Siege of Amida Records)
- 2017: Warpath (Album, Siege Music)